# The Funniest Joke in the World
The Funniest Joke in the World (ook gekend als Joke Warfare of The Killer Joke) is een sketch van Monty Python. In deze sketch lachen mensen zich letterlijk dood na het horen van de grappigste grap ter wereld, waarna de grap wordt ingezet als militair wapen.

## Uitzending
De schets verscheen in de eerste aflevering van het televisieprogramma Monty Python's Flying Circus (getiteld "Whither Canada?"), voor het eerst vertoond op 5 oktober 1969. De sketch verscheen later in gewijzigde vormen in verschillende latere Monty Python-werken. De grap werd onder andere in verkorte versie gebruikt in de Britse compilatiefilm And Now for Something Completely Different uit 1971.

## De sketch
Het uitgangspunt van de sketch is dat de grap zo grappig is dat iedereen die hem leest of hoort, onmiddellijk sterft van het lachen. Ernest Scribbler (Michael Palin), een Britse "schrijver van grappen", schrijft de grap op een stuk papier en sterft al lachend. Zijn moeder (Eric Idle) sterft ook meteen na het lezen ervan. Nadat er nog meer doden vallen door het lachen, wil het Britse leger de militaire potentie van de moordende grap gebruiken tegen de Duitsers. Ze testen de grap uit op een schutter (Terry Jones), die lachend dood neervalt. Nadat de verwoestende effectiviteit op een bereik van maximaal 50 meter bevestigd is, vertalen ze de grap in het Duits, waarbij elke vertaler voor zijn eigen veiligheid aan slechts één woord van de grap werkt. Een vertaler ziet twee woorden van de grap en moet enkele weken in het ziekenhuis worden opgenomen. De Duitse 'vertaling' (in werkelijkheid voornamelijk Duits klinkende nonsenswoorden) "Wenn ist das Nunstück git und Slotermeyer? Ja! Beiherhund das Oder die Flipperwaldt gersput!" wordt voor het eerst op 8 juli 1944 in de Ardennen gebruikt, waardoor Duitse soldaten dood vallen van het lachen. De grap wordt vervolgens gebruikt in open oorlogvoering, waarbij Tommies door een open veld rennen en te midden van artillerievuur de grap naar de Duitsers schreeuwen, die daarop lachend sterven. De Duitsers proberen tegengrappen te maken, maar elke poging mislukt en de Gestapo-officieren executeren de ongelukkige wetenschappers. Na de oorlog wordt tijdens de Geneefse conventie een verbod op oorlogsgrappen ingesteld.

## Varia
Tot in 2018 gaf Google Translate als Engelse vertaling van de 'Duitse' tekst: "[FATAL ERROR]".